# إليانور من بروفانس
إليانور البروفنسية (حوالي 1223 - 24/25 يونيو 1291)؛ كانت ملكة إنجلترا القرينة من خلال زواجها من الملك هنري الثالث منذ 1236 وحتى وفاته في 1272؛ وأيضا أصبحت الحاكمة خلال غياب زوجها في 1253.
على الرغم من أنها قضت معظم لزواجها، إلا أنها دافعت عن قضية زوجها ضد المتمرد سيمون دي مونتفورت إيرل ليستر السادس، ومع ذلك أغلب سكان لندن كان يكرها ويرجع السبب على أنها جلبت عديد من أقاربها معها إلى إنجلترا؛ بحيث عُرفت بـ «السافوية» وتم منحهم مناصب عُلية في المملكة، ففي إحدى المرات هوجمت بارجة الملكة من قبل المواطنين الساخطين بحيث رماها بالحجارة والطين وقطع الرصف بالبيض والخضار الفاسد.
كانت إليانور أم لخمسة أبناء بما في ذلك الملك إدوارد الأول ملك إنجلترا، وكما أنها اشتهرت بذكاءها ومهارتها في كتابة الشعر وأيضا كانت متبدع في الأزياء، إليانور هي ابنة ريموند برانجيه الرابع، كونت بروفنس وبياتريس من سافوي، وهي شقيقة الصغرى لـ مارغريت ملكة فرنسا زوجة الملك لويس التاسع، والكبرى لـ سانشيا، ملكة الرومان زوجة الملك ريتشارد شقيق زوجها الأصغر، وأيضا بياتريس ملكة صقلية ونابولي زوجة الملك كارلو الأول، استطعت بياتريس الصغرى أن ترث ممتلكات والدهم في جنوب فرنسا حالياً.